# Scottish Division One 1901/1902
Dvanáctý ročník Scottish Division One (1. skotské fotbalové ligy) se konal od 17. srpna 1901 do 29. března 1902.
Sezonu vyhrál popáté ve své historii a obhájce z minulých tří let Rangers FC. Nejlepším střelcem se stal hráč Third Lanark William Maxwell, který vstřelil 10 branek.